# Nguyễn Tấn Dũng
Nguyễn Tấn Dũng (Cà Mau, 17 novembre 1949) è un politico vietnamita, Primo Ministro del Vietnam dal 2006 al 2016.